# Guatemaltekisch-osttimoresische Beziehungen
Die guatemaltekisch-osttimoresische Beziehungen beschreiben das zwischenstaatliche Verhältnis von Guatemala und Osttimor.

## Geschichte
Die beiden Länder nahmen offiziell diplomatische Beziehungen am 3. April 2023 zueinander aufgenommen. Zuvor unterhielten sie eine informelle Kommunikation durch ihre Diplomaten bei den Vereinten Nationen.
Laut dem Staatshaushalt stellte Guatemala 2011 der Integrierten Mission der Vereinten Nationen in Timor-Leste (UNMIT) 47.950 Quetzal zur Verfügung.
Beide Länder sind Mitglied der Bewegung der Blockfreien Staaten.

## Diplomatie
Weder hat Guatemala eine Botschaft in Osttimor, noch Osttimor eine diplomatische Vertretung in Guatemala. Zunächst war der Botschafter Guatemalas in Thailand auch für Osttimor zuständig. Später übernahm die Botschaft in Jakarta (Indonesien) die Aufgabe. Botschafter ist seit 2025 Maynor Jacobo Cuyún Salguero.

## Einreisebestimmungen
Die Staatsbürger beider Staaten brauchen ein Visum für die Einreise in das jeweils andere Land.

## Wirtschaft
Für 2018 gibt das Statistische Amt Osttimors keine Handelsbeziehungen zwischen Guatemala und Osttimor an.